# Aldo Perseke
Aldo Perseke (Rio de Janeiro, 24 de fevereiro de 1943) é um nadador brasileiro, que participou de uma edição dos Jogos Olímpicos pelo Brasil.
É engenheiro mecânico, administrador de empresas e profissional de marketing.

## Trajetória esportiva
Aldo começou a nadar aos sete anos por orientação médica, em função de uma bronquite e também porque quase se afogou ao cair na parte funda de uma piscina; aos 15 anos já era campeão brasileiro.
Ao longo dos anos destacou-se nas provas dos 200, 400, 800 e 1500 metros nado livre.
Nos Jogos Pan-Americanos de 1959 em Chicago, conquistou o quarto lugar no revezamento 4x200 metros nado livre. Ele também nadou os 1500 metros nado livre, não chegando à final.
Nas Olimpíadas de 1960 em Roma, Aldo participou da prova dos 200 metros nado borboleta e do revezamento 4x100 metros medley,  não chegando à final das provas.
Após a transição de carreira, dedicou-se à caça submarina.  Hoje em dia, nada e acompanha os filhos no surfe.